# Cocarroi

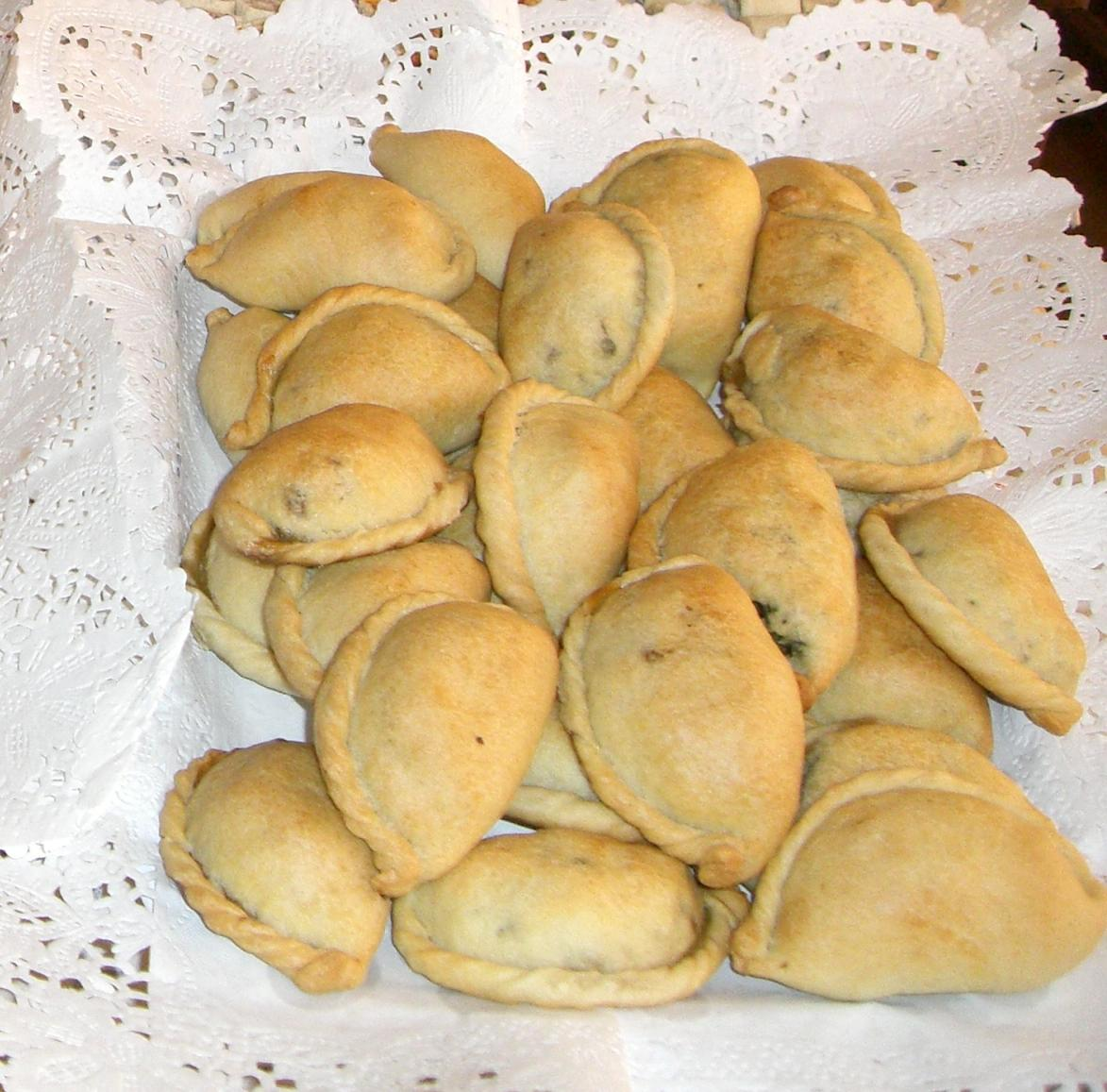
Una safata de cocarrois.

El cocarroi és una espècie de panada típica de Mallorca.
Consisteix en una coqueta de pasta de farina, que de tot d'una es fa rodona i ben aprimada. Després, es posa verdura i altres ingredients damunt una banda de la coca i es doblega l'altra banda damunt aquella, de manera que la coca pren forma semicircular o de mitja lluna. Es confegeix bé les voreres fent-hi pessics, i després es cou al forn.
Bàsicament, n'hi ha de dos tipus:
- Cocarrois de verdura (que es farceixen de bledes amb panses i pinyons).
- Cocarrois de ceba (en què el farciment és de ceba tallada, un poc de tomàtiga i qualque tros de xulla).

Els cocarrois a vegades es fan de pasta dolça.